# Free Software Foundation Europe
A Free Software Foundation Europe (ou FSF Europa) foi lançada em 10 de Março de 2001 e trabalha em todos os aspectos relacionados com o Software Livre na Europa e especialmente o Projecto GNU. Está a apoiar activamente o desenvolvimento do Software Livre e o progresso de sistemas baseados em GNU, como por exemplo o GNU/Linux. É também um centro de informação competente para políticos, advogados e jornalistas, para garantir o futuro legal, político e social do Software Livre.